# Idiocera (Idiocera) paleuma
Idiocera (Idiocera) paleuma is een tweevleugelige uit de familie steltmuggen (Limoniidae). De soort komt voor in het Oriëntaals gebied.